# الاتحاد للديمقراطية والتقدم الاجتماعي (النيجر)
الاتحاد للديمقراطية والتقدم الاجتماعي (بالفرنسية: Union pour la Démocratie et le Progrès Social)‏ هو حزب سياسي وسطي في النيجر. مع قاعدة دعمه في شعب الطوارق في شمال النيجر، يرتبط تاريخ الحزب بتاريخ حركات حقوق الطوارق التي أحاطت بحركات تمرد الطوارق في 1990-1995 و2007-2009.

## التاريخ
تأسس الحزب عام 1990 على يد ريسا أغ بولا، وأصبح محمد عبد الله رئيسًا للحزب عام 1992. في الانتخابات البرلمانية لعام 1993، حصل على 463 صوتًا فقط، لكنه فاز بمقعد واحد في الجمعية الوطنية. بعد فوز ماهامان عثمان في الانتخابات الرئاسية اللاحقة، انضم الحزب إلى تحالف قوى التغيير الحاكم، حيث أصبحت بن وهاب عيشاتو أول وزيرة في النيجر عندما تم تعيينها وزيرة للتجارة التقليدية والفنون.
في الانتخابات النيابية عام 1995 فاز الحزب بمقعدين بعد حصوله على 3٪ من الأصوات، ودعم الحركة الوطنية لتنمية المجتمع بقيادة حماة أمادو. في عام 1996، أصبح أكولي داول رئيسًا للحزب وفاز الحزب بثلاثة مقاعد في الانتخابات المبكرة في ذلك العام، وبعد ذلك دعم الحزب الحاكم للجنرال إبراهيم باري مناصرة حتى عام 1997. وشهدت انتخابات 1999 خسارة الحزب لتمثيله البرلماني. ولم يشارك في انتخابات 2004. أصبحت ريسا أغ بولا رئيسة للحزب في عام 2005، وظلت تعمل حتى عام 2008.
على الرغم من عودة الحزب لخوض انتخابات 2009، إلا أنه فشل مرة أخرى في الفوز بمقعد. لم يشارك في انتخابات 2011. شهدت انتخابات عام 2016 ترشح الحزب، لكنه ظل بلا مقاعد بعد حصوله على 0.1٪ فقط من الأصوات.